# Démusz János
Démusz János (Borosjenő, 1880 – Budapest, 1967. február 27.) fővárosi vendéglős, gazdálkodó.

## Életrajzi adatok
A főváros melletti Borosjenőről származik. Vállalkozásában nyílt meg a Nyugati pályaudvaron lévő népszerű Démusz vendéglő. A két világháború között Dorog északi peremén található Sátorkőn lévő birtok tulajdonosa volt, ahol komoly gazdálkodást folytatott jelentős állatállománnyal és kiterjedt termőföldön. A birtokhoz több épület, közte egy tehetősebb lakóház, kúria is tartozott, ahol hosszabb időn keresztül élt is családjával. Gazdaságától alig 2 kilométernyire volt a Dorogi AC székhelye és annak bázisa, a dorogi stadion. Közeli kapcsolatba került a sportegyesülettel és annak lelkes szurkolójává és támogatójává vált. A dorogi csapat fővárosi mérkőzéseinek alkalmán gyakran élvezhette a lelkes sportbarát meghívását és a vendéglő konyhájának finomságait. A kor jeles írója, Németh László Démusz János Ella nevű lányát vette el feleségül, aki szintén huzamosabb időt töltött a sátorkői birtokon. Itt született számos kiváló és népszerű irodalmi műve. Apósához hasonlóan szintén közvetlen kapcsolatba került a településsel és a dorogi emberekkel. Pályafutása során a későbbiekben is előszeretettel fordult meg Dorogon és élete utolsó író-olvasó találkozóját is a bányászvárosban tartotta. Az államosítást követően a birtok a helyben megalakult termelőszövetkezet kezelésébe került. A privatizáció során magánvállalkozások alakultak helyén, közte a Fehérló fogadó és a Tündérkert lovarda. A fogadó épületének bejárat melletti falán emléktábla is lett elhelyezve Németh László tiszteletére.